# Андрија Ауершперг
Андрија Ауершперг Турјашки-Ахил (1556—1593) био је крањски племић и заповедник Хрватске војне крајине. Рођак Хербарта VIII Ауерсперга.

## Каријера
Од 1578. на служби у Војној крајини, а од 1579. капетан аркебузира (тешке коњице) у новосаграђеном Карловцу. Постављен је 1581. за намесника-потпуковника команданта Хрватске војне крајине, а од 1589. до 1593. био је пуковник-командант хрватске Војне крајине. Прославио се у бици код Сиска, где је на челу карловачких аркебузира, снажном ватром и ударом, знатно допринео победи над Турцима.